# Slamó
A Slamó a Slamó Band 1985-ben megjelent nagylemeze, Slamovits István első szólólemeze. Kizárólag bakeliten és kazettán jelent meg, majd 2016-ban, sok más Hungaroton-kiadvánnyal együtt, elérhetővé vált a streamingszolgáltatók kínálatában is.

## Áttekintés
Az 1983. december 17-én megrendezett Edda Művek búcsúkoncert után Slamovits István elhagyta az együttest, a Pataky Attilával folytatott zenei irányzatokkal kapcsolatos viták miatt. 1984-ben egy rövid időre visszavonult, de 1985-ben visszatért új együttesével: a Slamó Banddel. A zenekar neves előadó művészeket foglalt magába: Dorozsmai Péter(ex-Korál), Lugosi László (ex-Beatrice), Trunkos András (ex-Rolls Frakció).
Slamó ezzel a formációval készítette el 1985-ben a Slamó-t. A lemez egyik nagy érdekessége, hogy Nagy Feró (ex-Ős-Bikini) is közreműködik rajta. Az albumon erősen érződik Slamovits István szomorúsága és csalódottsága, a „bakancsos” Edda feloszlása miatt, ezeket elsősorban a zenei stíluson, valamint a dalszövegeken lehet észrevenni. A "Vasrock" című könyv tanúsága szerint "lőtt mindenre" a szövegekkel, ami mozgott, melyeket ő is adott elő, szokatlan módon, erőszakos, kiabáló stílusban. Nem volt elégedett a felvételekkel sem, úgy nyilatkozott: "az utolsó számra még rá kellett volna játszani egy gitárszólamot, de negyed hét volt, fél hétkor pedig műszakváltás a stúdióban. Az emberek csomagoltak és mentek. Végül anélkül jelent meg a lemez. Olyan lett, mint amikor egy versből nem nyomtatják ki az utolsó sort."
A lemezzel szemben nagyok voltak az elvárások, a közvélekedés ugyanis úgy tartotta, hogy az Edda Művek egykori szövegírója majd konkurenciát fog jelenteni az „új” Edda számára. Nem így történt, a közönség nem túl nagy lelkesedéssel fogadta azt a stílust, amit Slamovits István képviselt, és mutatott be a lemezen. Több tucat lekötött fellépésen turnéztatták az albumot, csekély sikerrel, Nagy Feró neve pedig nagyobb betűkkel szerepelt a plakátokon, mint Slamóé. A sikertelen próbálkozást követően csak két évvel később tért vissza, már a No együttessel.
A lemezen hallható instrumentális "Edda" című szám áthangszerelt változata később a betétdala lett az 1991-es "Ítéletlenül" című filmnek.

## Az album dalai
Az album összes dalát Slamovits István (Slamó) szerezte.

### Első oldal
1. Földre borulva - 3:31
2. Boldog élet - 4:34
3. Ki kíván vissza - 4:14
4. Mi történik... - 3:09
5. Edda - 3:26

### Második oldal
1. Ez semmit nem jelent - 3:02
2. 7-köznapok - 5:08
3. Egymáshoz nincs szavunk - 2:41
4. Én már csak menekülök - 3:38
5. Akkor én inkább... (A hazugság az egyetlen vigasz) - 2:52 - Nagy Feróval közösen

## Közreműködők
- Dorozsmai Péter - dob
- Lugosi László - gitár
- Nagy Feró - ének, szájharmonika
- Slamovits István - ének, szólógitár
- Trunkos András - basszusgitár
- Zakariás István - billentyűs hangszerek

Produkció
- Slamovits István – zenei rendező
- Zakariás István - hangmérnök
- Petróczy András és Mencseli Tibor - borítóterv
- Mencseli Tibor – fotó